# Gouvernement du Sénégal du 20 mai 1957
Voici la composition du gouvernement du Sénégal du 20 mai 1957 :
- Pierre Lami, président du Conseil de Gouvernement du territoire du Sénégal
- Mamadou Dia, vice-président du Conseil du Gouvernement
- Valdiodio Ndiaye, ministre de l’Intérieur
- Latyr Camara, ministre de la Fonction publique
- André Peytavin, ministre des Finances
- Léon Boissier-Palun, ministre de l’Économie générale chargé des Relations internationales
- Abdoulaye Ly, ministre de la Production
- Joseph Mbaye, ministre de l’Économie rurale
- Édouard Diatta, ministre des Travaux publics et des Transports
- Amadou-Mahtar M'Bow, ministre de l’Éducation et de la Culture
- Amadou Bâ, ministre de la Santé et de la Population
- Alioune Badara Mbengue, ministre du Travail et des Affaires sociales
- Henri Fournier, secrétaire du Conseil du Gouvernement du Sénégal (remplacé par Henry Berger le 12 août 1957)

## Sources
- « Composition du Conseil de gouvernement », in Christian Roche, Le Sénégal à la conquête de son indépendance, 1939-1960 : chronique de la vie politique et syndicale, de l'Empire français à l'indépendance, Karthala, Paris, 2001, p. 182  (ISBN 2-8458-6113-3)
- Gouvernements du Sénégal de 1957 à 2007 (Site Équité et égalité de genre au Sénégal, laboratoire GENRE, université Cheikh-Anta-Diop, Dakar)